# Péter Medgyessy
Péter Medgyessy (n. 1942) é um político húngaro. Foi primeiro-ministro de seu país entre 2002 e 2004.